# Underground Chamber
Underground Chamber är det trettiotredje studioalbumet av gitarristen Buckethead, den fjärde delen av Buckethead Pikes.
Albumet släpptes vid sidan av två andra album, där det första är 3 Foot Clearance och det andra är Look Up There.
Albumet består av ett kontinuerligt spår. Enligt Buckethead Pikes-webbsidan:
| ” | Det är dokumentationen av upptäckten och utforskandet av den underjordiska delen av Bucketheadland. | „ |

I oktober 2011, blev albumet släppt genom iTunes men istället för ett kontinuerligt spår, delades albumet upp till 10 enskilda spår.

## Låtlista
CD Versionen
| Nr | Titel               | Längd |
| -- | ------------------- | ----- |
| 1. | Underground Chamber | 30:43 |

iTunes Versionen
| Nr  | Titel                      | Längd |
| --- | -------------------------- | ----- |
| 1.  | Underground Chamber del 1  | 2:13  |
| 2.  | Underground Chamber del 2  | 2:33  |
| 3.  | Underground Chamber del 3  | 3:31  |
| 4.  | Underground Chamber del 4  | 3:25  |
| 5.  | Underground Chamber del 5  | 2:28  |
| 6.  | Underground Chamber del 6  | 2:50  |
| 7.  | Underground Chamber del 7  | 1:41  |
| 8.  | Underground Chamber del 8  | 2:42  |
| 9.  | Underground Chamber del 9  | 4:27  |
| 10. | Underground Chamber del 10 | 4:51  |